# Marsainvilliers
Marsainvilliers es una comuna francesa situada en el departamento de Loiret, en la región de Centro-Valle del Loira.

## Demografía
| 265 | 193 | 192 | 155 | 233 | 307 | 306 |
| Para los censos de 1962 a 1999 la población legal corresponde a la población sin duplicidades (Fuente: INSEE [Consultar]) |     |     |     |     |     |     |